# Штврток-на-Острові
Штврток-на-Острові (словац. Štvrtok na Ostrove, до 1927-го Štvrtok; угор. Csütörtök, нім. Loipersdorf, Donnersmarkt) — село, громада в окрузі Дунайська Стреда, Трнавський край, західна Словаччина. Кадастрова площа громади — 13,07 км². Населення — 1758 осіб (за оцінкою на 31 грудня 2017 р.).
Перша згадка 1206 року.

## Географія
Село розташоване на Дунайській низині, на Житньому острові. Висота в центрі 128 м над рівнем моря. Протікає канал Томашов-Легниці.

## Транспорт
Автошляхи:
- (Cesty II. triedy) II/572.
- (Cesty III. triedy) III/1062, III/1408.

## Населення
| Рік:            | 1993 | 2003    | 2013    | 2023    |
| --------------- | ---- | ------- | ------- | ------- |
| Кількість осіб: | 1597 | 1719    | 1772    | 1720    |
| Різниця:        |      | +7,63 % | +3,08 % | -2,93 % |

| Рік:            | 2022 | 2023    |
| --------------- | ---- | ------- |
| Кількість осіб: | 1710 | 1720    |
| Різниця:        |      | +0,58 % |

| етнічна приналежність | етнічна приналежність | %     |
| --------------------- | --------------------- | ----- |
| угорці                | 1271                  | 71,81 |
| словаки               | 426                   | 24,07 |
| роми                  | 28                    | 1,58  |
| чехи                  | 7                     | 0,4   |
| інші або неозначили   | 38                    | ост.  |

| віросповідання                                       | віросповідання | %     |
| ---------------------------------------------------- | -------------- | ----- |
| римокатолики                                         | 1540           | 87,01 |
| євангелісти (augsburského vyznania, ? протестанти ?) | 17             | 0,96  |
| Reformovaná kresťanská cirkev                        | 12             | 0,68  |
| атеїсти                                              | 125            | 7,06  |
| інші або неозначили                                  | 79             | ост.  |

## Пам'ятки
В селі розташована католицька церква.